# سالم سعد
سالم سعد لاعب دولي إماراتي. مثل المنتخب الإماراتي في عدة مناسبات. لعب مع نادي الشباب الإماراتي في بداياته، وفي مطلع موسم 2009 - 2010 انتقل إلى نادي النصر الإماراتي، و لكنه توفي في تاريخ 19 نوفمبر 2009 إثر نوبه قلبية داهمته أثناء التمرين. كان يلقب بالطراد.

## روابط خارجية
- سالم سعد على موقع الاتحاد الدولي (مؤرشف)  (الإنجليزية)
- سالم سعد على موقع قاعدة بيانات كرة القدم.إي يو (الإنجليزية)
- سالم سعد على موقع ناشيونال فوتبول تيمز (الإنجليزية)
- سالم سعد على موقع كووورة